# Dampiera sericantha
Dampiera sericantha är en tvåhjärtbladig växtart som beskrevs av Ferdinand von Mueller och George Bentham. Dampiera sericantha ingår i släktet Dampiera, och familjen Goodeniaceae. Inga underarter finns listade i Catalogue of Life.